# Muchamiedżan Abdykałykow
Muchamiedżan Abdykałykow (ros. Мухамеджан Абдыкалыков, ur. 18 czerwca?/1 lipca 1907 w guberni omskiej, zm. 13 lipca 2006) – działacz państwowy i partyjny Kazachskiej SRR.

## Życiorys
W latach 1926–1928 studiował w Kazachskim Instytucie Oświaty, a 1928–1932 Kazachskim Państwowym Instytucie Pedagogicznym, potem był pracownikiem naukowym i dyrektorem biblioteki publicznej w Ałma-Acie, do 1933 wykładał w Kazachskim Państwowym Instytucie Pedagogicznym. W 1933 był asystentem Kazachskiego Instytutu Pedagogicznego, od października 1933 do października 1934 instruktorem Kazachskiego Komitetu Krajowego WKP(b), od października 1934 do czerwca 1935 kursantem szkoły wojskowej w Taszkencie, w czerwcu-lipcu 1935 ponownie instruktorem Kazachskiego Komitetu Krajowego WKP(b). Od sierpnia 1935 do stycznia 1938 kierował Wydziałem Młodzieży Uczącej Się Kazachskiego Komitetu Krajowego Komsomołu, jednocześnie w latach 1937–1938 był instruktorem KC Komunistycznej Partii (bolszewików) Kazachstanu, do czerwca 1938 kierował Wydziałem Kultury i Propagandy Leninizmu Komitetu Obwodowego KP(b)K w Karagandzie, od czerwca 1938 do marca 1941 był ludowym komisarzem oświaty Kazachskiej SRR. W marcu 1941 został zastępcą przewodniczącego Rady Komisarzy Ludowych Kazachskiej SRR, od 1941 do stycznia 1942 był przewodniczącym Komitetu Wykonawczego Rady Miejskiej Ałma-Aty, od 24 stycznia 1942 do 11 marca 1948 sekretarzem KC KP(b)K ds. propagandy i agitacji, od grudnia 1947 do maja 1967 starszym pracownikiem naukowym Sektora Przekładu Wydawnictwa Klasyków Marksizmu-Leninizmu na Język Kazachski Instytutu Historii Partii przy KC KP(b)K/KPK, następnie przeszedł na emeryturę.

## Odznaczenia
- Order Wojny Ojczyźnianej I klasy
- Order Czerwonego Sztandaru Pracy (dwukrotnie)
- Order „Ojczyzna” (Kazachstan, 2005)